# Ricardo Tejerina
Ricardo Tejerina (Buenos Aires, 20 de febrero de 1968) es un escritor, ensayista, gestor cultural y político argentino que ejerció como Subsecretario de Cultura del partido de Tres de Febrero desde 2015 hasta su renuncia del gabinete municipal en 2018. Es licenciado en Gestión del Arte y la Cultura, especializado en diseño, producción, financiamiento y comunicación de políticas culturales y modelos de gestión cultural.
Además de su obra ficcional, publicó gran cantidad de artículos, ensayos y trabajos sobre política, sociedad, arte y cultura, destacándose entre ellos: La Clave Cultural, y Cultura y Desarrollo Local: Una propuesta para Tres de Febrero.
En las elecciones primarias de 2023, se presentó como precandidato a Intendente de Tres de Febrero por La Libertad Avanza. Obtuvo el segundo lugar con 34 653 votos, equivalente al 16,89% del total.

## Biografía
Nació el 20 de febrero de 1968 en la ciudad de Buenos Aires. Con familia en Tres de Febrero, se radicó definitivamente en Caseros en 1995.
Fue Delegado General (1994-1999) y Secretario General (2001-2003) de la Comisión Gremial Interna del Banco de la Provincia de Buenos Aires (Seccional Buenos Aires). Subsecretario de Cultura de la Municipalidad de Tres de Febrero (2015-2018). Precandidato a intendente por Consenso Federal (2019).
En septiembre de 2019 fundó TIVE - Tiempo de Vecinos, la primera agrupación municipal de extracción vecinalista.

## Trayectoria profesional
Tejerina es Licenciado en Gestión del Arte y la Cultura por la Universidad Nacional de Tres de Febrero. Además, se ha formado en Liderazgo y Conducción en la Universidad de Trabajadores de América Latina.

### Subsecretario de Cultura de Tres de Febrero
Asumió de hecho el 10 de diciembre de 2015 como subsecretario de Cultura. Su nombramiento se realizó en enero de 2016, y se publicó en el Boletín Oficial de Tres de Febrero, en la condición de ad honorem.
Durante su gestión, el municipio regresó a la Feria Internacional del Libro y se creó la Feria del Libro local donde se presentaron, entre otras obras, los libros tributo a referentes de la cultura del distrito como Ernesto Sabato, Marco Denevi, Martín Coronado y Pablo Podestá, producidas por la Oficina del Libro de la Subsecretaría y publicados por el sello editorial Ediciones 3F (creado durante 2016).
Se desarrolló el programa Cultura Produce a través del cual el Estado municipal produjo o coprodujo ficción, documentales, teatro, performances, eventos musicales y discos compactos de tango y rock con artistas locales. También se creó el Elenco Juvenil de Teatro (ganador de 2 Medallas de Oro en los Juegos Bonaerenses).

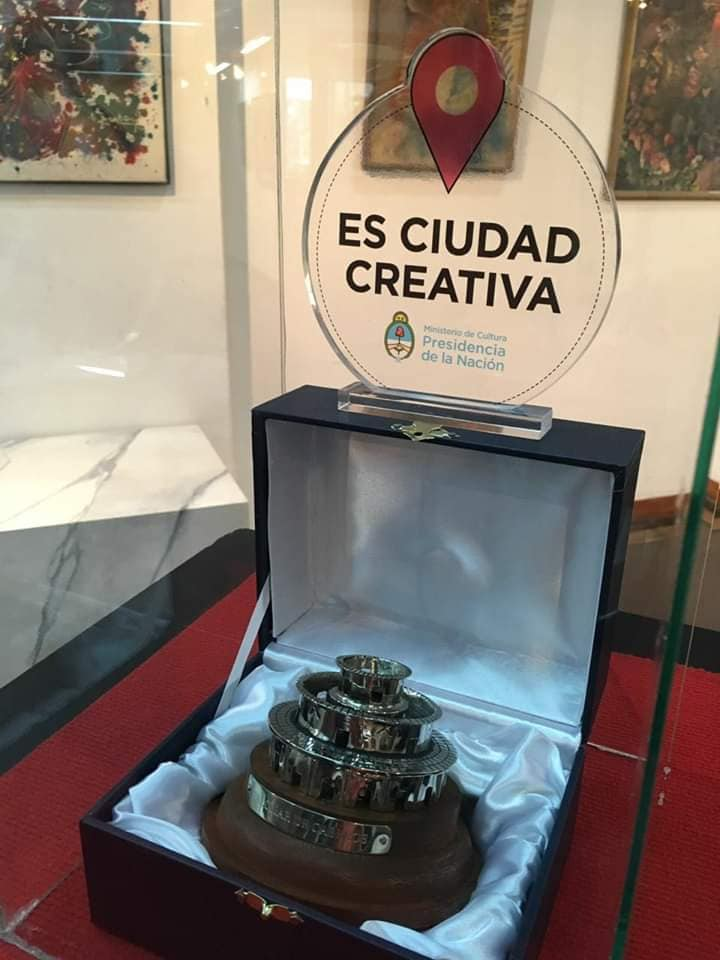
Distinción de Ciudad Creativa junto a una representación del palomar de Caseros, símbolo de Tres de Febrero.

Se recuperó el Cine -Teatro Ocean de Santos Lugares, cuya reinauguración fue durante febrero de 2016. Entre mayo y julio del mismo año, se creó el Archivo Histórico municipal en la Subsecretaría de Cultura  y se inauguró la Sala de Exposiciones del Honorable Concejo Deliberante, respectivamente. Durante el mes de julio, se puso en funcionamiento el Espacio INCAA en el Cine-Teatro Paramount.  Además de la puesta en valor de las sedes culturales del distrito.
Desde mediados de 2017 se distinguieron como bares y pizzerías notables a destacados negocios del distrito; más tarde se puso en marcha la Noche de los Museos local.
Entre 2017 y 2018 se creó el Premio Nacional de Novela “Marco Denevi” y los Premios "Martín Coronado" al Arte y la Cultura de Tres de Febrero. Se diseñó e implementó el RAL (Registro de Artistas Locales) entre otras herramientas de gestión cultural, y se crearon el FMA (Fondo Municipal de las Artes), las Becas Creativas.
Tres de Febrero ingresa por primera vez al circuito selecto de las 54 ciudades culturales del país, reconocido por el Ministerio de Cultura de la Nación con la designación de “Ciudad Creativa”.
Renunció a la Subsecretaría de Cultura el 30 de agosto de 2018.

### Precandidatura a Intendente 2019
En el año 2019 fue precandidato a Intentente por el distrito de Tres de Febrero dentro de la alianza Consenso Federal, la cual fue oficializada por la Junta Electoral de Buenos Aires pero dada de baja por la alianza.

### Precandidatura a Concejal 2021
En las elecciones de medio término de 2021, encabezó una lista completamente vecinal, dentro de la alianza Unión por Todos, partido vecinal de nivel provincial, quedando la boleta municipal en 7.º lugar a nivel local y obteniendo un corte positivo cercano al 20% en relación con los niveles provinciales y nacionales.

### Candidatura a Intendente 2023
De cara a las elecciones ejecutivas de 2023, fue candidato a Intendente de Tres de Febrero dentro de la alianza La Libertad Avanza. En las elecciones primarias de 2023 obtuvo el segundo lugar con 34653 votos, equivalente al 18,42% del total.
De cara a la elección general del 22 de octubre, participó del primer debate electoral de candidatos a intendentes de Tres de Febrero organizado por la diócesis de San Martín.

### Candidatura a Senador Provincial 2025.
Continuando en el proyecto de La Libertad Avanza, Tejerina integra la lista a Senadores provinciales por la Primera Sección Electoral en las elecciones de medio termino de provincia de Buenos Aires.

## Publicaciones
Autor
- Conversaciones con el amor y otros relatos. Editorial Dunken. ISBN 978-9870236184. (Narrativa y Poesía)
- El carnaval del diablo. Editorial Dunken. ISBN 978-9870262763. (Novela)
- Lilithla.La tentación tiene nombre de mujer. Editorial Dunken. ISBN 978-9870277132. (Novela)
- Poesía liberada. Editorial Dunken. ISBN 978-9874652751. (Poesía)
- El carnaval del diablo. Reedicion Agosto 2023. Editorial Alvarez Castillo (Novela)
- La Ciudad que Imaginanamos. Ciudades inteligentes & liderazgos ciudadanos. 2025 Ediciones Independientes. ISBN 978-9878544700. (Ensayo)

Coautor
- La clave cultural. Editorial Respuesta.

Compilador
- Cultura y desarrollo local. Una propuesta para Tres de Febrero. Editorial Dunken. ISBN 978-9870285335. (Prólogo de Diego Valenzuela)